# Honselersdijkstraat
De Honselersdijkstraat is een straat in de wijk Westlandgracht in Slotervaart in Amsterdam Nieuw-West.

## Geschiedenis en ligging
De straat kreeg per raadsbesluit van 1 april 1959 haar naam, een vernoeming naar het kerkdorp Honselersdijk, dat net ten noorden ligt van Naaldwijk. Meerdere straten in de omgeving zijn vernoemd naar plaatsen in Zuid-Holland. Ten westen van de Honselersdijkstraat ligt de Naaldwijkstraat.
De straat begint als zijstraat van de Voorburgstraat en loopt zuidwaarts naar de Vlaardingenlaan. De verbinding met die laan heeft ze alleen voor voetgangers; voor het overige verkeer is het een doodlopende straat.

## Gebouwen
De straat kent vier gebouwen. Er is strokenbouw aan de west– en oostkant, respectievelijk de even en oneven zijde. Deze twee stroken met laagbouw liggen parallel aan elkaar, maar het oostelijke deel begint 10 meter noordelijker; het westelijke blok eindigt 10 meter zuidelijker dan de ander. Op de leegte ruimte aan het eind van het oostelijke blok op te vullen, werd een nog een klein bouwblokje neergezet dwars op de straat en parallel aan de Vlaardingenlaan. De ruimte aan het noordelijk eind van het even blok wordt in beslag genomen door soortgelijke bouw aan de Voorburgstraat. Alle woonblokken in deze buurt zijn ontworpen door de architecten Auke Komter en Loek van Schelt, die samen een architectenbureau hadden. Daarbij heeft de korte bouwstrook een ander uiterlijk meegekregen dan de lange blokken; hetgeen voor de Honselersdijkstraat het resultaat van symmetrie gaf, maar dan enigszins verschoven. Het totale project kostte bijna 6 miljoen gulden. Het geheel was tijdens de bouw in handen van een woningbouwvereniging; later vond een mengeling plaats naar koop- en huurwoningen. De woningen bestaan uit bergingen op de begane grond, vier bouwlagen en een zolder onder het zadeldak. Het dwars staande blokje kent maar twee bouwlagen. De bouwblokken zijn een aantal keren gerenoveerd. In 1997 vond groot onderhoud plaats en in 2010 bleef alleen het casco staan. Daarbij werden aan de hoofden van de blokken de bakstenen gevels weggewerkt achter een geelachtige pleisterlaag; de plint werd daarbij in een opvallende blauwtint geschilderd.
Het enige gebouwtje dat daadwerkelijk een andere stijl meekreeg is het transformatorhuisje (Honselersdijkstraat 1) T648 uit 1958 aan het begin bij de kruising met de Voorburgstraat. Het huisje werd voor het GEB ontworpen door de Dienst der Publieke Werken.

## Kunst
Er is geen kunst in de openbare ruimte te vinden in dit uithoekje in Amsterdam. Toch is kunst te zien. Bij de bouw van de hoogbouwflat werden reliëfs gezet bij de portieken. Kunsthistoricus Yteke Spoelstra heeft getracht in een onderzoek naar "Wandkunst in Amsterdam" de maker te achterhalen, hetgeen niet gelukt is. Zij omschreef de reliëfs als een mengeling van abstract en abstraherend en constateerde vier verschillende weergaven. Samen met de reliëfs in de Naaldwijkstraat telde ze er veertien. De reliëfs waren oorspronkelijk niet gekleurd, maar bij een van de renovaties kregen ze witte en blauwe kleuren.

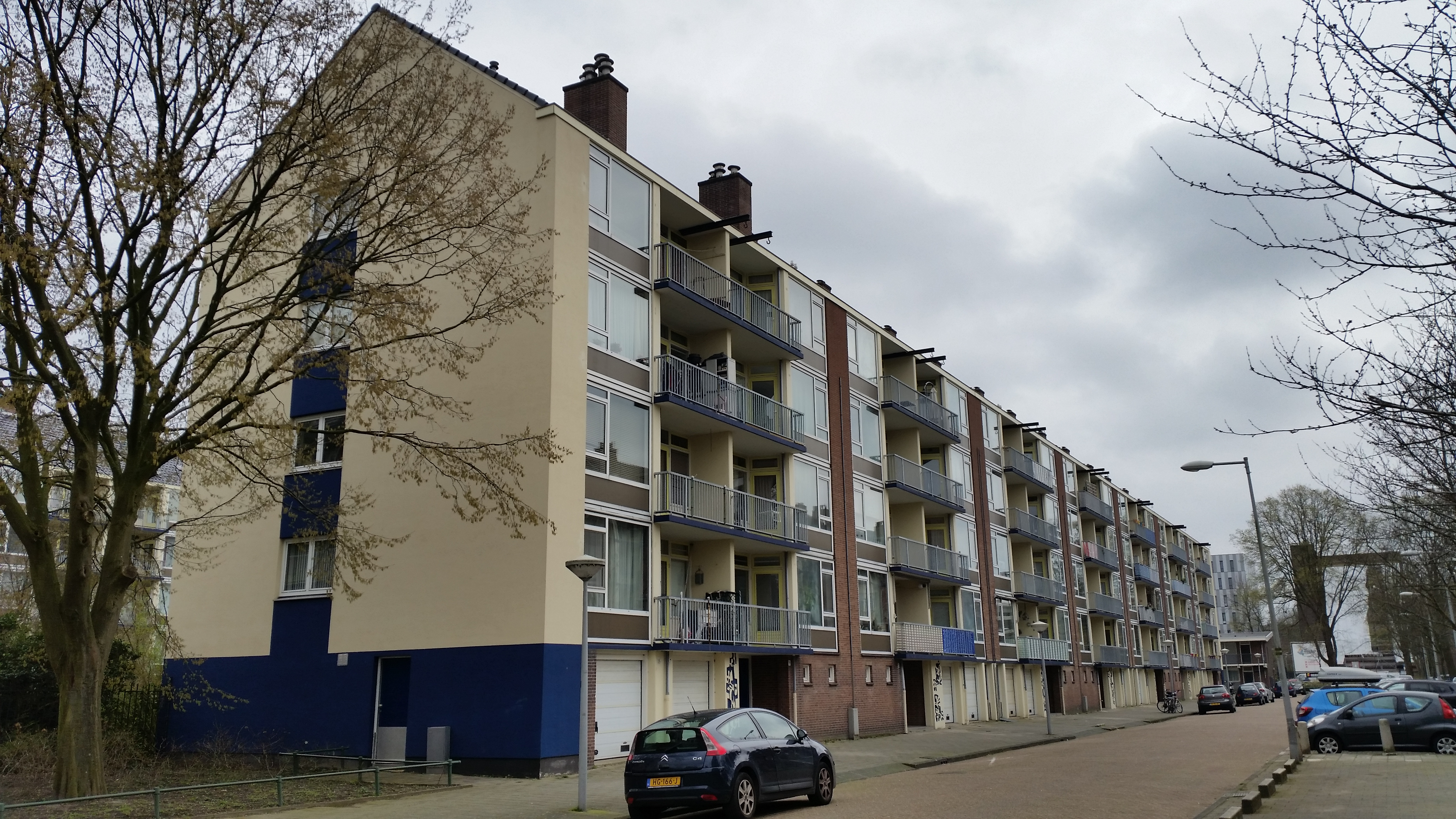
Honselersdijkstraat 15-69 (maart 2010)

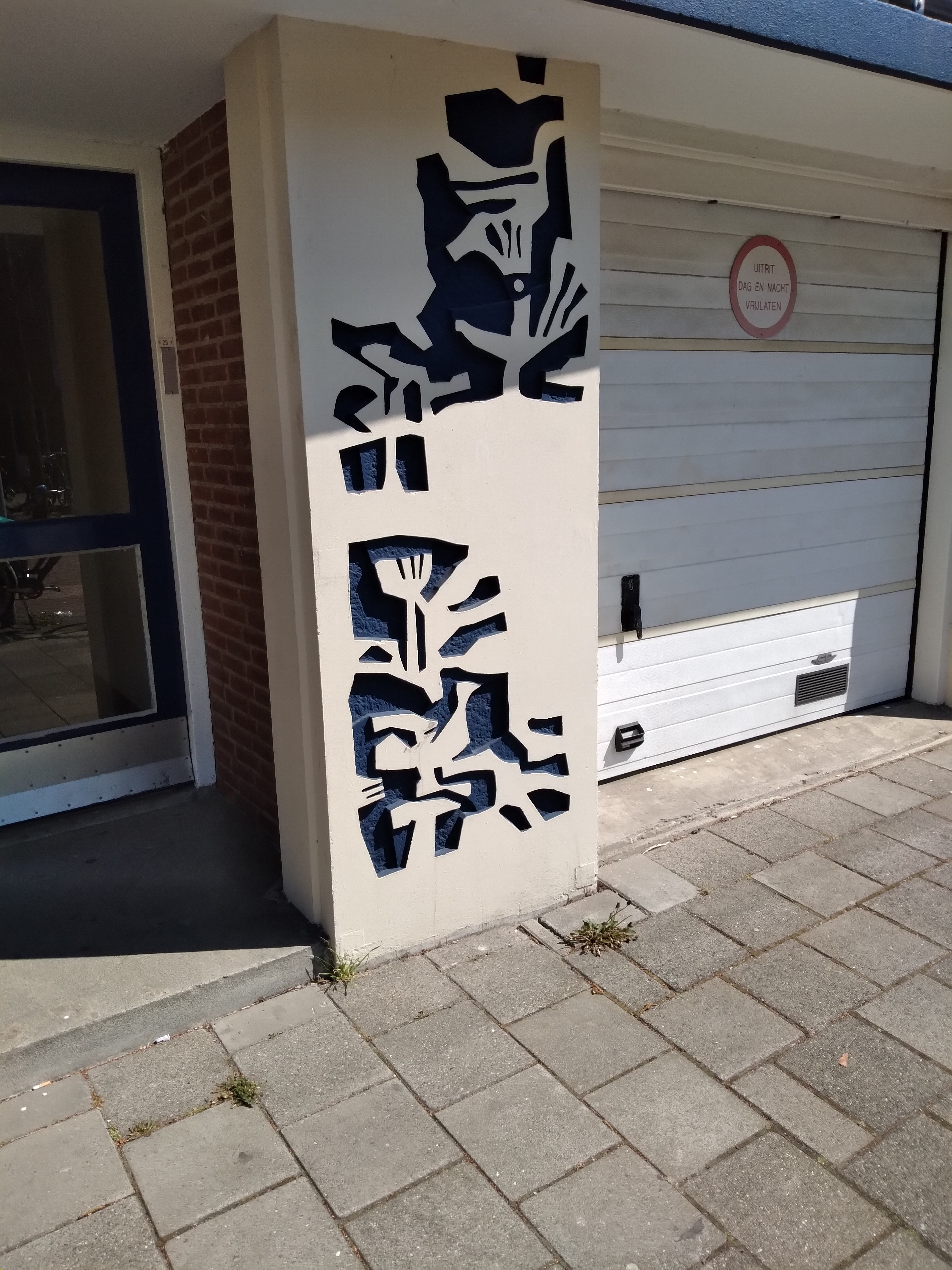
Een van de reliefs (april 2011)